# مهندس (فیلم)
«مهندس» (انگلیسی: Engineer (film)) یک فیلم است. از بازیگران آن می‌توان به مدوری دیکشیت اشاره کرد.